# Andrzej Bieżan
Andrzej Bieżan (ur. 23 listopada 1945 w Warszawie, zm. 15 grudnia 1983 w Poznaniu) – polski pianista, kompozytor, performer. Syn akordeonisty Włodzimierza Bieżana.

## Życiorys
Studiował kompozycję u Piotra Perkowskiego w Państwowej Wyższej Szkole Muzycznej w Warszawie (dyplom uzyskał w 1972 roku). Był założycielem, współzałożycielem oraz członkiem wielu grup muzyki kreowanej, m.in. Materials Service Co. (Bieżan, Osborne, Malicki, Kobrin, Thommesen), Grupa Muzyki Intuicyjnej (Bieżan, Malicki, Piernik), Sesja 72 (Bieżan, Jagiełło, Nadolski, Przybielski), Super Grupa Bez Fałszywej Skromności (Bieżan, Mitan, Nadolski, Przybielski, Trzciński), Cytula Tyfun da Bamba Orkiester (Bieżan, Knittel, Litwiński, Sudnik), Niezależne Studio Muzyki Elektroakustycznej (Bieżan, Szymański, Knittel, Krupowicz, Mitan, Sudnik, Dziubak). Z nimi jako pianista brał udział w takich imprezach kulturalnych jak: Warszawska Jesień, Jazz Jamboree, czy Inventionen. Uczestniczył również w zbiorowych wydarzeniach artystycznych z pogranicza sztuk plastycznych, teatru i muzyki. W jego koncepcji muzyki teraz ważna była zespołowa medytacja, improwizacja, eksperymenty brzmieniowe i sytuacje performerskie. Do tych celów konstruował również instrumenty własnego pomysłu, np. tubmaryna. Skomponował muzykę do wielu spektakli teatralnych. Od 1982 roku był dyrektorem poznańskiego Teatru Lalki i Aktora Marcinek. Wystawił operę Stefana Themersona i nagrywał w Studiu Eksperymentalnym Polskiego Radia. W 1984 roku, staraniem Andrzeja Mitana ukazał się pośmiertnie longplay artysty pt. Miecz Archanioła z legendarnej serii Klub Muzyki Nowej Remont.
Andrzej Bieżan zmarł tragicznie 15 grudnia 1983 roku, w wieku zaledwie 38 lat. W 2013 roku wytwórnia Bôłt Records przypomniała dorobek artysty, wydając dwupłytową antologię zatytułowaną Polygamy. Obecnie Bieżan staje się symbolem oporu wobec opresji płynącej z komercji i formatowania kultury.

## Dyskografia

### Albumy autorskie
- 1979: Treny (LP, Polskie Nagrania „Muza” – SX 1767)[7][8]
- 1984: Miecz Archanioła (LP z serii Klub Muzyki Nowej Remont, Alma Art – 002)[9]
- 2013: Polygamy (2 CD z serii Polish Radio Experimental Studio, Bôłt – BR ES12)[3][10]

### Inne nagrania
- 1972: Iga Cembrzyńska i Sesja 72 – Four Dialogues With Conscience (LP, Apollo Sound – AS 1014)[11]
- 1984: Jubileuszowa Orkiestra Helmuta Nadolskiego (LP z serii Klub Muzyki Nowej Remont, Alma Art – 001)[12]

## Nagrody
- 1978: IV Opolskie Konfrontacje Teatralne (Opole) – nagroda za muzykę i jej wykonanie w przedstawieniu Samuel Zborowski Juliusza Słowackiego w Teatrze Wybrzeże w Gdańsku
- 1979: IX Ogólnopolski Festiwal Teatrów Lalek (Opole) – II nagroda za muzykę do przedstawienia Baśń o pięknej Parysadzie Bolesława Leśmiana w Państwowym Teatrze Lalek "Czerwony Kapturek" w Olsztynie

## Spektakle teatralne
- 1971: Noce i dnie (reż. Izabella Cywińska; muzyka)
- 1971: Burza (reż. Zofia Wierchowicz; opracowanie dźwięku)
- 1973: Upiory (reż. Henryk Baranowski; muzyka)
- 1978: Samuel Zborowski (reż. Stanisław Hebanowski; muzyka, wykonanie muzyki)
- 1979: Baśń o pięknej Parysadzie (reż. Edward Dobraczyński; muzyka)
- 1979: Treny (reż. Adam Hanuszkiewicz; muzyka)[8]

## Filmografia
- 1971: Noce i dnie – spektakl telewizyjny (reż. Izabella Cywińska; muzyka)
- 1977: A chruśniak malinowy trwa... – spektakl telewizyjny (reż. Wojciech Siemion; wykonanie muzyki)
- 1977: Rekolekcje – film fabularny (reż. Witold Leszczyński; wykonanie muzyki)

## Wybrane kompozycje
- Katedra na fortepian (nieznane datowanie; 1970-1972?)
- Wariacje na fortepian (nieznane datowanie; 1970-1972?)
- Bez tytułu na fortepian (nieznane datowanie; 1970-1972?)
- Kwartet smyczkowy (nieznane datowanie)
- Muzyka pomarańczowa na sopran i 4 instrumenty (1969)
- Divertissement – muzyka konkretna na kilku aktorów cyrkowych, talerze fajansowe i flet (1970)
- Struktury na skrzypce solo i orkiestrę symfoniczną (1972)
- Improwizacja na gitarę elektryczną, flet, tubę i fortepian (1972)
- Atmosfera – suita na flet, gitarę elektryczną, fortepian, perkusję lub taśmę (1973)
- Atmosfery na flet, gitarę elektryczną, fortepian, perkusję lub taśmę (1973)
- Ptaki na flet, gitarę elektryczną i fortepian (1973)
- III Symfonia "Logos" (1973)
- Cztery dialogi z sumieniem – utwór skomponowany wspólnie z Helmutem Nadolskim (1973)
- Zderzenie na tubę i fortepian (1976)
- Poligamia (wspólnie z Krzysztofem Knittlem) – muzyka elektroniczna na taśmę (1978-1979)
- Miecz Archanioła (wersja I) na taśmę (1980)
- Miecz Archanioła (wersja II) na flet, harfę i taśmę (1980)
- Byłem i byłem... na wiolonczelę i tubę (1983)
- Isn't it? – muzyka elektroniczna na taśmę (1981-1983)